# Bartos Erzsébet
Bartos Erzsébet, férjezett Kelen Miklósné, 1906-ig Deutsch (Szolnok, 1888. február 14. – Budapest, 1972. november 30.) pedagógus.

## Élete
Deutsch Lipót sütőmester és Morgenstern Róza lánya. Középiskolai tanulmányait egy budapesti gimnáziumban végezte. 1911-ben a Budapesti Tudományegyetem matematika–fizika szakán tanári oklevelet szerzett. 1910 és 1918 között fővárosi iskolákban tanított. A Városi Alkalmazottak Országos Szövetségének 1918-ban megalakult Reformokat Előkészítő Bizottságában a szakiskolai szakbizottság vezetője volt. A Kommunisták Magyarországi Pártjának megbízásából a Budapest székesfővárosi szakoktatási osztályon dolgozott, majd a Közoktatási Népbiztosság megalakulása után, 1919 márciusától augusztusáig a szakoktatási ügyosztályt vezette. Egyik alapítója volt a Pedagógus Szakszervezetnek. A Magyarországi Tanácsköztársaság bukása után emigrációban élt. Először Bécsben töltött egy évet, majd Milánóba költözött, ahol férje mérnöki munkát kapott. Az olasz fasiszták hatalomra kerülése miatt Németországba menekültek, ahol 1931-ben belépett a Német Kommunista Pártba. Egy évtizeden át maradtak Németországban, s ez idő alatt Darmstadtban, Heidelbergben és Berlinben éltek. A férje 1929-től a Szovjetunió Népgazdasági Tanácsának konzultánsa volt, míg ő a berlini szovjet kereskedelmi képviseletnél dolgozott. 1933-ban Svájcba költöztek, majd a következő év októberében Moszkvába utaztak. 1935 és 1938 között Moszkvában tanított, a Karl Liebknecht Iskolában, majd a Moszkvai 9-es számú szanatórium iskolájában. Férje 1940-ben elhunyt. A második világháború után Ivanovóban magyar és német nyelvet tanított az első nemzetközi gyermekotthonban. 1950 és 1955 között az ivanovói 22-es számú középiskolában dolgozott, míg végül 1955 nyarán hazatért. A Magyar Pedagógiai Társaság elnökségének tagja volt. Társszerkesztője volt A szocialista tanítómozgalom Magyarországon 1900–1920 (Budapest, 1958) című kiadványnak. 
Házastársa Kelen Miklós (1894–1940) okleveles mérnök volt, akivel 1919. április 4-én Budapesten, a Józsefvárosban kötött házasságot.

## Díjai, elismerései
- Munka Érdemérem (1960)
- Munka Érdemrend arany fokozata (1968)
- Szocialista Hazáért Érdemrend